# Nemoria conflua
Nemoria conflua là một loài bướm đêm trong họ Geometridae.